# Concours international d'artistes de ballet de Moscou
Le Concours international de ballet de Moscou est un concours de danse classique pour jeunes danseurs qui a lieu à Moscou en Russie.
La première édition eut lieu en 1969, présidée par Galina Oulanova et Iouri Grigorovitch et les suivantes furent organisées à une cadence quadriennale. Le Théâtre Bolchoï accueille l'événement depuis ses débuts.
Deux catégories sont ouvertes aux candidats : « junior » (15-18 ans) et « senior » (19-26 ans). Ces deux catégories sont représentées par deux sous-catégories : « solo » et « duo ».

## Quelques lauréats célèbres
- Maria Alexandrova
- Patrice Bart
- Mikhaïl Barychnikov
- Ekaterina Chipoulina
- Ekaterina Krysanova
- Evguenia Obraztsova
- Natalia Ossipova
- Polina Semionova
- Helgi Tomasson
- Ivan Vassiliev
- Ludmila Semenyaka